# ديستامايسين
ديستامايسين هو مضاد حيوي متعدد الأميد، الذي يعمل بمثابة رابط صغير للتلم، رابطا للتلم الصغير من الحلزون المزدوج.

## الخصائص
```
يعد الدستامايسين 
بيرول
-الأميدين وهو 
مضاد حيوي
 يماثل النيتروبسين وفئة اللكسيتروبسين.على عكس النيتروبسين يحتوي الدستامايسين على ثلاث وحدات نيتروجين- ميثيل 
بيرول
.حييتم حصاده من 
متسلسلة نيتروبسينية
 التي تنتج أيضا النيتروبسين. يفضّل الديستاميسين تسلسل الحمض النووي الغني بـ AT ورباعيات [TGGGGT].
4
.
[
2
]
[
3
]
```

يثبط الديتاميسين عمليةالنسخ ويزيد من نشاط التوبويسوميراز. تُستخدم مشتقات الديستاميسين كعوامل ألكلة لمكافحة الأورام.  وتستخدم المشتقات ذات الفلوروفورات كعلامات نيون للحمض النووي المزدوج.
يعتبر مركب الديستامايسين مركب استرطابي، وحساس للضوء، التجميد والتحلل المائي. ومعامل امتصاصيتة المولية هو 37.000 م − 1 سم − 1 في الطول الموجي 303 نانومتر.−1 cm−1 at a wavelength of 303 nm.